# 天主教戈馬教區
天主教戈馬教區（拉丁語：Dioecesis Gomaënsis）是剛果民主共和國一個羅馬天主教教區，屬布卡武總教區。
教區的前身是一個宗座代牧區，成立於1959年6月30日，同年11月30日升為教區。
教區位於該國東部北基伍省南部。2006年有教友795,210人（佔轄區總人口39.0%）、廿三個堂區、105名司鐸。現任教區主教為威廉·恩甘比-恩岡熱勒，榮休主教為福斯坦·恩加比和戴非洛·凯伯依-鲁本内卡。